# Marvin Webster
Marvin Nathaniel Webster, né le 13 avril 1952 à Baltimore, Maryland et décédé le 4 avril 2009, était un ancien joueur de basket-ball américain.